# Active Record
In der Software-Entwicklung ist Active Record ein Entwurfsmuster für objektorientierte Software, die Daten in einer relationalen Datenbank speichert.

## Wirkungsweise

Beispiel für einen Active Record einer Person

Benannt wurde es von Martin Fowler in seinem Buch Patterns of Enterprise Application Architecture. Ein Objekt stellt nach diesem Muster in der Regel Schnittstellen zum Einfügen, Ändern und Löschen bereit. Diese beziehen sich dann direkt auf die zugrundeliegende(n) Tabelle(n).
Active Record ist ein Ansatz, auf Daten zuzugreifen, die in einer Datenbank liegen. Zu einer Datenbanktabelle wird dabei eine entsprechende Klasse erstellt. Ein Objekt, bzw. eine Instanz dieser Klasse entspricht dann einer Zeile in der Tabelle. Das Erzeugen eines neuen Objekts führt demnach zu einer neuen Zeile in der Tabelle. Jedes Objekt, das geladen wird, bezieht seine Informationen aus der Datenbank. Wenn ein Objekt geändert wird, so wird auch die korrespondierende Zeile in der Tabelle geändert. Die Klasse implementiert Zugriffsmethoden für jedes Attribut, bzw. jede Spalte der Tabelle.
Active Record ist somit ein Objekt, das als Adapter (englisch wrapper) zu einer Zeile in einer Datenbanktabelle oder Datenbanksicht (engl. view) dient. Der Adapter beinhaltet hierbei den Datenbankzugriff und Geschäftslogik für die Daten. Es handelt sich im Grunde um ein Row Data Gateway, das um die Geschäftslogik erweitert wird und deshalb sowohl Daten (Eigenschaften) als auch Verhalten (Methoden) implementiert.

## Implementierungen
Es gibt zahlreiche Softwareframeworks, die das Active-Record-Muster implementieren. Wenn es zum Beispiel eine Datenbanktabelle produkte mit den Spalten name und preis gibt, und das Active-Record-Muster als Klasse Produkt implementiert ist, dann erzeugt der folgende Pseudo-Code eine neue Zeile in der Tabelle produkte mit den gegebenen Attributen.
```
produkt = new Produkt
produkt.name = 'Beispielprodukt'
produkt.preis = 1.99
produkt.save
```

Das entspricht etwa dem SQL-Befehl:
```
 
INSERT
 
INTO
 
produkte
(
name
,
 
preis
)
 
VALUES
 
(
'Beispielprodukt'
,
 
1
.
99
);

```

Umgekehrt kann die Klasse Produkt auch verwendet werden, um ein Produkt zu laden:
```
produkt = Produkt.find_by(name: 'Beispielprodukt')
```

Das erzeugt ein neues Produkt-Objekt, das dem ersten Produkt aus der produkte-Tabelle entspricht, das den Namen „Beispielprodukt“ hat. Das entsprechende SQL dazu könnte beispielsweise so aussehen:
```
 
SELECT
 
*
 
FROM
 
produkte
 
WHERE
 
name
 
=
 
'Beispielprodukt'
 
LIMIT
 
1
;
 
-- MySQL oder PostgreSQL

```